# Districtul Chaloem Phra Kiat, Saraburi
Chaloem Phra Kiat (în thailandeză เฉลิมพระเกียรติ) este un district (Amphoe) din provincia Saraburi, Thailanda, cu o populație de 25.616 locuitori și o suprafață de 150,6 km².

## Componență
Districtul este subdivizat în 6 subdistricte (tambon), care sunt subdivizate în 51 de sate (muban).
| Nr. | Nume               | În thailandeză | Sate | Pop.   |
| --- | ------------------ | -------------- | ---- | ------ |
| 1.  | Khao Din Phatthana | เขาดินพัฒนา      | 7    | 2,456  |
| 2.  | Ban Kaeng          | บ้านแก้ง         | 8    | 2,879  |
| 3.  | Phueng Ruang       | ผึ้งรวง          | 5    | 2,112  |
| 4.  | Phu Khae           | พุแค            | 10   | 5,935  |
| 5.  | Huai Bong          | ห้วยบง          | 9    | 3,965  |
| 6.  | Na Phra Lan        | หน้าพระลาน      | 12   | 13,275 |